# Moments estel·lars de la humanitat
Moments estel·lars de la humanitat (Sternstunden der Menschheit en l'alemany original) és un llibre de passatges d'història novel·lats escrita l'any 1927 per Stefan Zweig (Viena, 1881 - Petrópolis, 1942).

## Composició
Es compon dels següents relats històrics, precedits per un pròleg de l'autor:
- Ciceró. 15 de març de l'any 44 abans de Crist.
- La conquesta de Bizanci. 29 de maig de 1453.
- Fugida cap a la immortalitat: El descobriment de l'oceà Pacífic. 25 de setembre de 1513.
- La resurrecció de Georg Friedrich Händel. 21 d'agost de 1741.
- El geni d'una nit: La Marsellesa. 25 d'abril de 1792.
- El minut universal de Waterloo: Napoleó. 18 de juny de 1815.
- L'elegia de Marienbad: Goethe entre Karlsbad i Weimar. 5 de setembre de 1823.
- El descobriment d'El Dorado. Gener de 1848.
- Moment heroic: Dostoievski, Sant Petersburg, plaça Semenovsk. 22 de desembre de 1849.
- La primera paraula a través de l'oceà: Cyrus W. Field. 28 de juliol de 1858.
- La fugida cap a Déu. Finals d'octubre de 1910.
- La lluita pel pol sud: El capità Scott, 90 graus de latitud. 19 de gener de 1912.
- El tren segellat: Lenin. 9 d'abril de 1917.
- Wilson fracassa. 15 d'abril de 1919.